# Kiriłł Ukleba
Kiriłł Nikiforowicz Ukleba, ros. Кирилл Никифорович Уклеба (ur. 15 grudnia?/28 grudnia 1913 we wsi Kursebi obecnie w rejonie tkibulskim w Gruzji, zm. w 1997 w Tbilisi) – radziecki wojskowy, major, Bohater Związku Radzieckiego (1945).

## Życiorys
Urodził się w gruzińskiej rodzinie robotniczej. Skończył 10 klas szkoły i Gruziński Instytut Industrialny, pracował jako inżynier w mieście Siewierodwińsk w obwodzie archangielskim. Od lipca 1941 służył w Armii Czerwonej, w 1942 ukończył szkołę wojskowo-inżynieryjną w Archangielsku. Od października 1942 uczestniczył w wojnie z Niemcami, był zastępcą dowódcy i dowódcą kompanii saperów oraz dowódcą szwadronu. Walczył na Froncie Południowo-Zachodnim, Centralnym, Białoruskim i 1 Białoruskim. W 1943 został członkiem WKP(b). Był trzykrotnie ranny. Brał udział w bitwie pod Stalingradem (1942), wyzwalaniu obwodu rostowskiego, walkach w Donbasie m.in. o Debalcewo, w wyzwalaniu Lewobrzeżnej Ukrainy i Czernihowa, forsowaniu Dniepru i walkach o przyczółek (1943), operacji kalinkowicko-mozyrskiej, walkach o Kowel, operacji brzesko-lubelskiej, w tym w zajmowaniu Chełma, Lublina i walkach na przyczółku puławskim (1944), operacji wiślańsko-odrzańskiej, w tym w zajmowaniu Tomaszowa, Kalisza, forsowaniu Pilicy, Warty i Odry i walkach o przyczółki, w operacji pomorskiej i berlińskiej, w tym w walkach o Brandenburg. Jako dowódca 15 gwardyjskiego samodzielnego szwadronu saperów 14 Gwardyjskiej Dywizji Kawalerii 7 Gwardyjskiego Korpusu Kawalerii w stopniu kapitana wyróżnił się podczas walk o przełamanie obrony przeciwnika na przyczółku puławskim w styczniu 1945. W jednej z ostatnich walk 1 maja 1945 został ciężko ranny i odesłany do szpitala. W 1946 został zwolniony do rezerwy w stopniu majora. Mieszkał w Tbilisi, gdzie kierował wieloma budowami. Otrzymał tytuł zasłużonego budowniczego Gruzińskiej SRR.

## Odznaczenia
- Złota Gwiazda Bohatera Związku Radzieckiego (27 lutego 1945)
- Order Lenina (27 lutego 1945)
- Order Rewolucji Październikowej
- Order Czerwonego Sztandaru (8 czerwca 1945)
- Order Wojny Ojczyźnianej I klasy (dwukrotnie, 13 stycznia 1945 i 11 marca 1985)
- Order Wojny Ojczyźnianej II klasy (dwukrotnie, 4 sierpnia 1944 i 28 września 1944)
- Order Czerwonego Sztandaru Pracy
- Order Czerwonej Gwiazdy (1 kwietnia 1943)
- Medal „Za obronę Stalingradu”
- Medal „Za zwycięstwo nad Niemcami w Wielkiej Wojnie Ojczyźnianej 1941–1945”
- Medal „Za wyzwolenie Warszawy”
- Medal „Za zdobycie Berlina”
- Medal „Weteran pracy”
- Medal jubileuszowy „Czterdziestolecia zwycięstwa w Wielkiej Wojnie Ojczyźnianej 1941–1945”